# Margaret River
Margaret River es una localidad situada en el suroeste de Australia Occidental, en el valle del río homónimo, a 277 kilómetros al sur de Perth, la capital del estado. Su área de gobierno local es el condado de Augusta-Margaret River.
En sus alrededores se sitúa la región vitícola de Margaret River y se ha dado a conocer por su producción de vino y el turismo, atrayendo a unos 500 000 visitantes año. En los primeros años después de su fundación el área era más conocida por su producción maderera y agrícola.

## Geografía y clima
Margaret River se sitúa a nueve kilómetros de las costas del océano Índico en un punto intermedio entre el cabo Naturaliste y el cabo Leeuwin en Australia Occidental.
El clima es mediterráneo húmedo, con una precipitación media de 1130 milímetros anuales. La mayoría de las lluvias se dan entre mayo y agosto. Ocasionalmente, como en agosto de 1955, la ciudad ha tenido lluvias importantes a diario durante un mes. Durante el verano, el tiempo es muy cálido, aunque hay generalmente brisas marinas, y días soleados.

## Historia
La ciudad recibe el nombre del río que la atraviesa, que a su vez viene de Margaret Wyche, prima de John Garrett Bussell (fundador de Busselton) en 1831. El nombre aparece por primera vez en un mapa de la región publicado en 1839. Los inmigrantes europeos habitaron la zona desde 1850, comenzando a comerciar con la madera alrededor de 1870. Hacia 1910, la localidad tenía un hotel que a su vez funcionaba como oficina de correos.
Después de la Primera Guerra Mundial, una tentativa del gobierno de Australia Occidental de atraer inmigrantes, (conocida Group Settlement) y de establecer granjas en la región atrajo a colonos a la ciudad. En 1922, sobre 100 colonos llegaron al distrito.

## Región vitícola

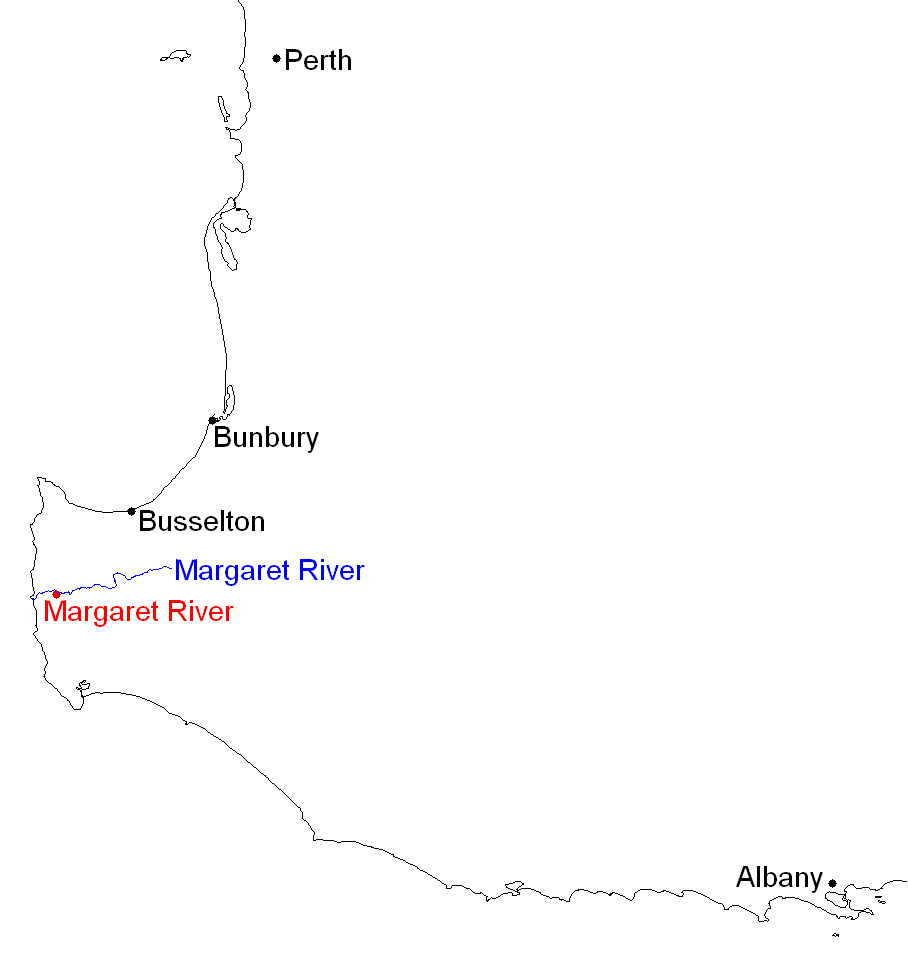
Situación de Margaret River

La región vitícola de Margaret River ocupa cerca de 120 kilómetros de norte a sur entre el cabo Leeuwin y el cabo Naturaliste y cerca de treinta kilómetros de interior. Las uvas de alta calidad del vino de mesa han sido producidas por una variedad de viñedos comerciales desde las primeras plantaciones significativas en Vasse Felix establecidas en 1967.
Vasse Felix recibe el nombre de un marinero francés llamado Thomas Vasse. Vasse se ahogó cuando su lancha volcó en playa de Wonnerup cerca de Busselton mientras exploraba la costa en el Geographe al mando de Nicolas Baudin en junio de 1801. (ver Expedición Baudin, 1800-04)
Otros productores de vino pioneros en la zona fueron Moss Wood, Cullen, Woodlands y Cape Mentelle, establecidos a principios de la década de 1970.
La transformación de la industria de vino a finales de la década de 1980 y principios de la de 1990 benefició económicamente a la región. Desde 1996, la zona ha sido una de las áreas económicas con el crecimineto más rápido de Australia. Los vinos de la región se exportan en el mundo entero y algunas variedades han alcanzado considerable fama: el Leeuwin Estate Art Series Chardonnay, por ejemplo, es una de las más finas de esta variedad.
Aunque la región sea una de las más extensas de Australia, apenas produce el tres por ciento de producción total australiana de uva. En cambio produce más del veinte por ciento de vinos premiados de la nación.
En los últimos años un número de pequeños e independientes productores han aparecido llevando etiquetas y marcas contemporáneas. Algunos de éstos incluyen Wine by Brad, Flying Fish y Preveli Wines.

## Cuevas
Varios cientos de cuevas están situadas cerca de Margaret River, todas dentro del parque nacional de Leeuwin-Naturaliste. Seis de ellas están abiertas al público.
La más famosa de ellas es la Mammoth Cave situada a veintiún kilómetros al sur de la ciudad y que contiene fósiles que datan de hace 35 000 años. La cueva fue descubierta por los colonos europeos en 1850 y ha estado abierta al público desde 1904. La cueva puede ser visitada con un audio-guía, siendo una de las pocas en Australia que ofrece acceso parcial para discapacitados.
Las otras cinco cuevas abiertas al público en el área son Jewel Cave, Lake Cave, Ngilgi Cave, Calgardup Cave y Giants Cave. Muchas otras cuevas se pueden visitar con permiso por espeleólogos experimentados.
- Datos: Q74033
- Multimedia: Margaret River, Western Australia / Q74033

1. ↑  Worldpostalcodes.org, código postal n.º 6285.